# Die Gewalt der Hunde
Die Gewalt der Hunde, Originaltitel The Power of the Dog, ist ein Roman des US-amerikanischen Schriftstellers Thomas Savage aus dem Jahr 1967. Die Geschichte um die Brüder Phil und George Burbank, die auf einer Ranch in Montana leben und deren Alltag durch die plötzliche Heirat Georges aus den Fugen gerät, gilt als bestes Werk des Schriftstellers. Im Jahr 2021 wurde der Roman durch Jane Campion verfilmt und erschien in deutschsprachiger Erstausgabe.

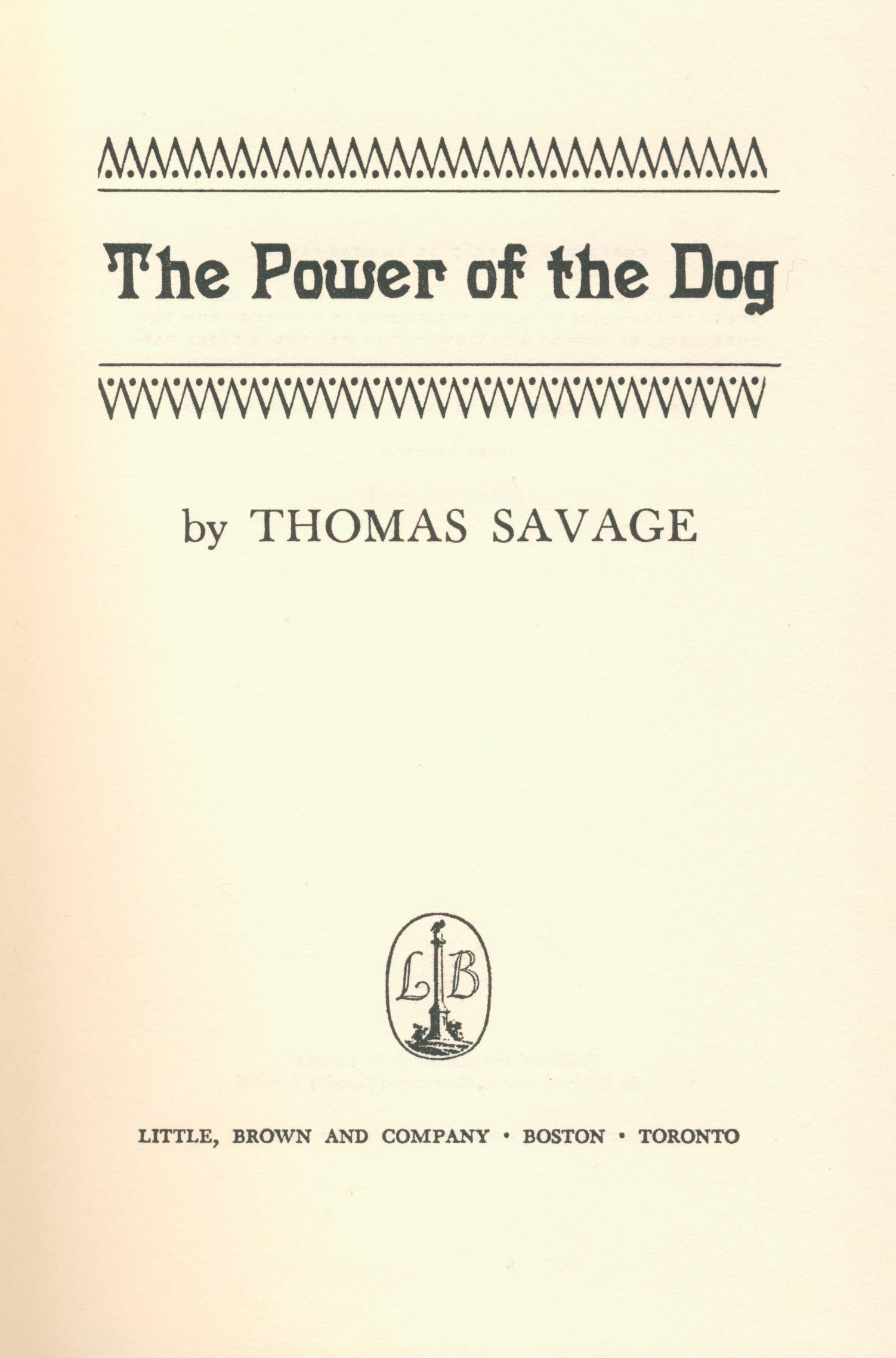
Titelblatt der US-amerikanischen Erstausgabe aus dem Jahr 1967

## Inhalt

### Handlung

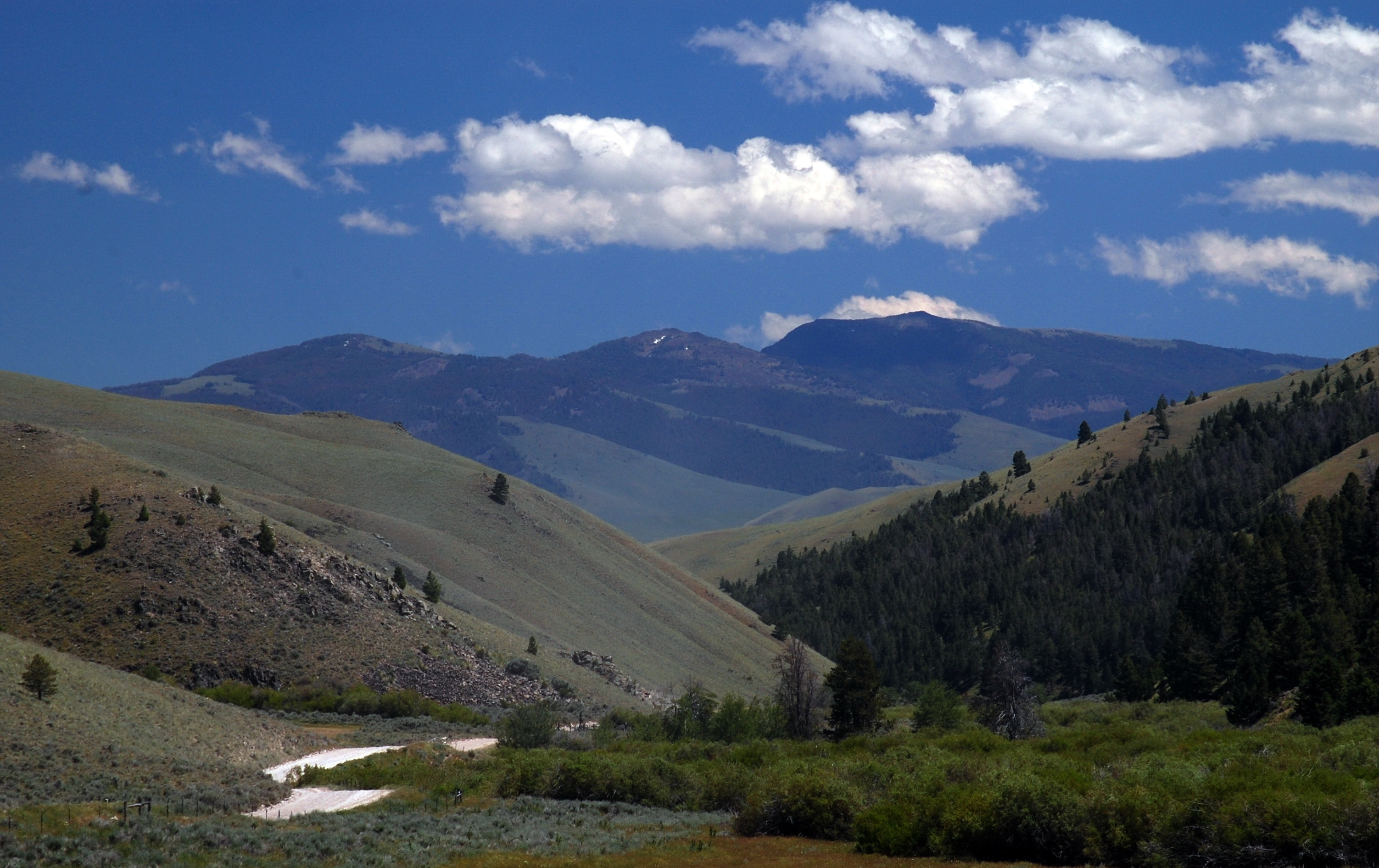
Nahe Horse Prairie, Beaverhead County, Montana, Schauplatz von Die Gewalt der Hunde

Montana, im Herbst 1924: Seit 25 Jahren treiben die Brüder Phil und George Burbank, gemeinsame Inhaber einer Ranch, im Herbst große Mengen Vieh zu den Viehhöfen von Beech, wo die Tiere verkauft werden. Beide wohlhabenden, aber einfach lebenden Brüder sind grundverschieden: Der schlanke und große Phil, zwei Jahre älter als George, hat an der Universität studiert, ist intelligent und an Literatur und Handwerk interessiert, jedoch auch scharfzüngig und latent menschenfeindlich: Er liebt es, Menschen aufzuziehen und ihre Schwächen schonungslos aufzudecken. Seinen Bruder nennt er in der Regel „Fatso“, den kulturellen und industriellen Fortschritt lehnt er ab. Der stämmige George hingegen brach das Studium ab, hat wenig Hobbys und Humor, ist eher wortkarg und bodenständig und steht Neuem aufgeschlossen gegenüber. Jahrelang haben beide Brüder eng auf der großen Farm, die ihnen zu gleichen Teilen gehört, zusammengearbeitet und sich sogar ein Schlafzimmer geteilt.
In Beech kehren die Brüder im Herbst 1924 nach dem Viehtreiben in Rose Gordons Wirtshaus The Red Mill ein. Rose ist Witwe, nachdem ihr Mann Johnny, der als Allgemeinmediziner in Beech und Umgebung tätig war, nach einer demütigenden Auseinandersetzung mit einem Rancher die Scham nicht überwinden konnte und sich das Leben nahm. Neben Rose, die früher als Pianistin bei Stummfilmaufführungen gearbeitet hat, ließ er auch den gemeinsamen Sohn Peter zurück. Peter ist ein hochintelligenter Junge, der jedoch schwächlich und häufig krank ist und als Außenseiter oft verspottet wird. Phil verachtet den Jungen, den er als weibisches Weichei („sissy“) bezeichnet, und lehnt Rose ebenfalls ab. Die weiß nicht, dass Phil der Rancher war, der mit Johnny einst in Streit geriet und damit indirekt auch für Johnnys Tod mitverantwortlich ist. In der Red Mill zieht Phil Peter nun wegen seiner selbstgebastelten Papierblumen auf, was Rose zum Weinen bringt. George kehrt in den Folgewochen immer wieder nach Beech zurück und trifft sich mit Rose, die er schließlich bittet, seine Frau zu werden. Als Phil erkennt, das George sich mit Rose trifft, versucht er, eine Verbindung zu verhindern, nur um entsetzt erkennen zu müssen, dass beide bereits heimlich geheiratet haben.
Nach der Heirat von George und Rose in Herndon, 25 Meilen nördlich von Beech, kehren beide auf die Ranch zurück, wo Phil Rose sehr kalt empfängt. Peter bleibt in Herndon, wo er zur Schule geht und ein Zimmer zur Untermiete bezieht. Auch Monate später, inzwischen ist der Februar 1925 angebrochen, ist Peter der Ranch ferngeblieben. Der Kontakt zur Mutter besteht, weil sie ihn jede Woche in Herndon besucht. Gelegentlich wird sie von George begleitet. Eines Tages trifft George in Herndon auf den Gouverneur und lädt ihn und seine Frau spontan zum Essen ein. Rose soll beiden auf dem Klavier vorspielen; George kauft ihr ein Klavier und Rose beginnt zu üben, nur um von Phil, der ein musikalisches Gehör hat und sehr gut Banjo spielt, immer wieder indirekt auf ihr geringes Können hingewiesen zu werden. Der Besuch des Gouverneurs und seiner Frau ist kein großer Erfolg: Phil bleibt dem Treffen unangekündigt fern, nachdem sein Bruder ihn darauf hingewiesen hat, sich für den Besuch ordentlich zu kleiden, und Rose versagt beim Klavierspiel, als sie die Noten eines Liedes vergisst. Der Gouverneur und seine Frau sind sich bei der Heimreise einig, dass Rose nicht lange auf der Ranch bleiben wird.
Im Frühjahr 1925 werden die Jungbullen kastriert – eine Arbeit, die wie immer Phil vornimmt – und anschließend mit weiterem Vieh in die Berge getrieben. Peter kommt nach Ende des Schuljahres auf die Ranch und wird Phil ein ständiger Dorn im Auge: George überlässt Peter sein Bücherregal, das seit Urzeiten in Phils und Georges gemeinsamem Schlafzimmer stand, und Phils geheimer Badeort in der Natur, in dem er sich einmal im Monat wäscht und der nur ihm und George bekannt ist, wird von Peter ausfindig gemacht; der Junge sieht Phil dabei nackt. Auch Rose zieht erneut den Zorn Phils auf sich, als sie einen Shoshonen mit seinem Sohn auf dem Ranchgrundstück rasten lässt, nachdem Phil beide zuvor in ihrer Reise aufgehalten und zurück zum mehrere Hundert Meilen entfernten Reservat schicken wollte. Der unausgesprochene Hass Phils setzt Rose zu. Sie bekommt immer öfter heftige Kopfschmerzen, die sie heimlich mit Alkohol betäubt. Phil bleibt ihr Alkoholkonsum nicht verborgen. Als Rose ihn endlich um eine Aussprache bittet und wissen will, warum er sie hasst, entgegnet er, dass sie eine „billige kleine Intrigantin“ („cheap little schemer“) und Trinkerin sei. Peter hört das Gespräch mit. Wenig später beginnt die Heuernte, für die Phil mit den Erntehelfern längere Zeit entfernt von der Ranch arbeitet und auch übernachtet. Als George, Rose und Peter die Erntearbeiter besuchen, erkennt Phil, dass Rose weiterhin trinkt und auch, dass Peter mental stärker ist, als er es ihm zugetraut hätte. Er beschließt, Peters Vertrauen zu gewinnen, um ihn von der ohnehin emotional labilen Rose zu entzweien und sie damit in den Selbstmord zu treiben. Er verspricht dem Jungen, der ihn Phil nennen darf, das Lederflechten und Reiten beizubringen, und Peter willigt ein.
Bis Herbst 1925, kurz vor Beginn des neuen Schuljahres, verbringen Phil und Peter mehr Zeit miteinander. Phil arbeitet an einem Seil für Peter, das er aus ungegerbtem Leder flicht, und bringt ihm das Reiten bei. Rose verbringt ihre Zeit beim wahllosen Kleidungskauf in Herndon, wo sie anschreiben lässt, und verfällt immer mehr dem Alkohol. Selten verlässt sie ihr Zimmer, da sie sich beim Gehen abstützen muss, um nicht hinzufallen. Es gelingt ihr, ihren Zustand vor George zu verbergen, doch wächst ihr Grauen vor Phil, der sich an Roses Zustand weidet. Peter verspricht seiner Mutter, dass er dafür sorgen werde, dass sie nie wieder Alkohol anrühren muss. Während Phil und Peter beim Zaunbau sind, verkauft Rose einem fahrenden Händler zum Trocknen aufgehängte Häute, die normalerweise verbrannt werden, die Phil in diesem Jahr aber zum Seilflechten nutzt. Rose ahnt schnell, dass sie einen Fehler gemacht hat. Phil verletzt sich unterdessen beim Pfahlsetzen für die Zäune und hat eine tiefe Wunde an der Hand. Nach ihrer Rückkehr zur Ranch erkennt Phil, dass die Häute fehlen, und wird rasend vor Wut. Peter beruhigt ihn, da er selbst einige Hautstreifen beiseitegelegt hat, da er angeblich wie Phil flechten lernen wollte. Phil ist geschmeichelt und kann so das Seil am Abend in Peters Anwesenheit fertigstellen. Am nächsten Tag erscheint Phil verspätet beim Frühstück. Es geht ihm schlecht und George bringt ihn nach Herndon ins Krankenhaus. Einige Tage später findet Phils Beerdigung statt: Peter hatte lange nach einem Weg gesucht, um Phil loszuwerden und so seine Mutter zu retten. Bereits im Sommer hatte er in einem der Medizinbücher seines Vaters gelesen, dass Milzbranderreger, die in offene Wunden gelangen, tödlich sind. Er häutete daher ein an Milzbrand umgekommenes Rind und schnitt das kontaminierte Leder in Streifen, die er Phil zum Verarbeiten gab. Aufgrund seiner offenen Wunde beim Zaunsetzen hatte Phil keine Überlebenschance – und erkannte im Krankenhaus selbst den Grund seines Zustands und die Aussichtslosigkeit seiner Situation.

### Orte

Armstead, Montana, Vorbild des Ortes Beech, vor 1909

- Burbank Ranch: Die große Burbank Ranch liegt wie andere große Ranches mehrere Meilen westlich von Beech.
- Beech: Beech ist eine Kleinstadt mit dem Gasthaus The Inn (später The Red Mill) und den Viehhöfen. Als Vorbild diente Savage Armstead in Montana.
- Herndon: Herndon ist der County Seat und liegt 25 Meilen nördlich von Beech. Als Vorbild diente die Stadt Dillon in Montana.
- Salt Lake City: In der Hauptstadt von Utah haben Phils und Georges Eltern ihren Rentensitz. Beide Eltern stammen ursprünglich aus Boston.

### Personen
- Phil Burbank: Phil Burbank ist 40 Jahre alt,[1] groß und dünn[2] und hat tagblaue („day-blue“) Augen. Er besuchte die High School in Salt Lake City und hat an einer Universität in Kalifornien studiert und seinen Abschluss mit Auszeichnung[3] gemacht.[2] Er ist hochintelligent und kreativ, schnitzt und liest viel und ist ein „keen, sharp, inquiring mind – an engaged mind“.[4] Er spielt das Banjo und kann sehr gut pfeifen.[5] Er badet nur einmal im Monat, ist ledig („What had love to do with Phil?“[6]), raucht, trinkt aber kaum und ist nie betrunken. Er lehnt die Industrialisierung und Modernisierung (Autos, Kino) ab.
- George Burbank: George ist zwei Jahre jünger als Phil und wird als stämmig, humorlos, unerschütterlich und anständig beschrieben.[7] Er musste das Studium abbrechen, da er mit Englisch Probleme hatte.[8] Er liest und redet wenig und hat nur wenige Hobbys. Im Gegensatz zu Phil badet er wöchentlich und ist der Industrialisierung gegenüber aufgeschlossener („man’s got to go with the times“[9]).
- Rose Gordon: Im Herbst 1925 ist Rose 37 Jahre alt.[10] Rose stammt aus Chicago, wo sie nach Beendigung der High School als Pianistin Stummfilme musikalisch begleitete. Dabei traf sie den Arzt John(ny) Gordon, den sie kurz darauf heiratete. Beide zogen aus der Großstadt nach Beech, wo Johnny im ungenutzten ehemaligen Gasthaus The Inn seine Praxis eröffnete. Rose führte Teile des Inn als Gasthaus mit Übernachtungsmöglichkeit weiter. Johnny erhängt sich einige Zeit, nachdem er von Phil öffentlich bloßgestellt wurde. Dieser hatte Johnnys Sohn Peter öffentlich als „sissy“ beschimpft; Johnny war bei der anschließenden körperlichen Auseinandersetzung mit Phil chancenlos geblieben. Rose führte nach Johnnys Selbstmord The Inn unter dem Namen The Red Mill als Gasthaus weiter, bis sie George kennenlernte und nach der Heirat auf die Ranch zog.
- Peter Gordon: Das Kind von Rose und Johnny, das nach Roses Vater benannt wurde, zeigte schon früh seine Hochbegabung. Mit vier Jahren konnte Peter lesen, war jedoch seit frühester Kindheit oft krank und ist daher schwächlich. In der Schule gilt er als Außenseiter und wird von Mitschülern, aber auch Bewohnern von Beech, als „sissy“ verspottet. Er lispelt etwas. Sein Wunsch ist es, Arzt zu werden, weswegen er auch die Medizinbibliothek seines Vaters behält. Eines seiner Hobbys ist das Herstellen von Papierblumen. In der Red Mill ist er als Kellner tätig und unter anderem für das Köpfen und Rupfen der Hühner zuständig. Im Sommer 1925 ist er 16 Jahre alt.[11] Phil hat verschiedene Spitznamen für ihn, die er auch den Rancharbeitern mitteilt, darunter „Miss Nancy“ und „Little Lord Fauntleroy“.
- Mrs. Lewis: Mrs. Lewis ist Witwe und arbeitet seit vielen Jahren als Köchin bei den Burbanks.
- Lola: Lola ist eine junge Frau, die als Haushälterin bei den Burbanks zu arbeiten beginnt, kurz nachdem George und Rose geheiratet haben. Sie interessierte sich für Filme und sentimentale Geschichten und wird Rose zu einer Freundin.
- Bronco Henry: Bronco Henry ist ein Cowboy, der immer wieder in Phils Anekdoten aus der „guten alten Zeit“ auftaucht. Als Phil und George 1900 ihr erstes Vieh zu den Höfen von Beech trieben – Phil war 15 und George 13 Jahre alt – war Bronco Henry an ihrer Seite. Zu der Zeit war er 48 Jahre alt. Er gilt als legendärer Cowboy der Gegend, mit sehr guten Reitkünsten, hohen Fertigkeiten im Seilflechten und großem Mut. Als Phil 20 Jahre alt war, starb Bronco Henry im Fanggehege für wilde Pferde, wobei er von den Tieren zu Tode getrampelt wurde.[12] Es wird deutlich, dass Phil sich zu Bronco Henry hingezogen gefühlt hat, wobei es das erste Mal zu sein scheint, dass er Liebe empfand. Bronco Henry war neben George und Phil der einzige, der den geheimen Badeplatz kannte, wo die Männer nackt badeten. Ähnliche Gefühle wie für Bronco Henry entwickelt Phil kurz vor seinem Tod für Peter.[13]

## Hintergrund
Die Gewalt der Hunde war der fünfte Roman von Thomas Savage und der erste Roman seit Lona Hanson (1948), in dem sich Savage dem Westen seiner Kindheit und Jugendzeit in Horse Prairie, Montana, widmete. Savage selbst sagte rückblickend, dass es ihm leichtgefallen sei, den Roman zu schreiben, weil er die Geschichte schon lange mit sich herumgetragen hatte. Es war das erste Buch, das beim Verlag Little, Brown veröffentlicht wurde, da Savages vorheriger Verlag Random House Änderungen am Buch verlangt hatte, die der Autor nicht umsetzen wollte. Savage widmete das Buch seiner Frau Elizabeth Savage („For my wife“).

### Romantitel
Der Romantitel bezieht sich auf eine Bibelstelle (Ps 22,20 ): „Deliver my soul from the sword / My darling from the power of the dog“ (dt.: „Entreiß mein Leben dem Schwert, aus der Gewalt der Hunde mein einziges Gut!“). Bereits beim vorangegangenen Roman Trust in Chariots hatte Savage auf eine Bibelstelle als Romantitel zurückgegriffen und wiederholte dies auch beim folgenden Roman The Liar. Die Erstauflage zierte auf dem Schutzumschlag die Zeichnung eines Hundekopfes, die Milton Glaser geschaffen hatte.
Der titelgebende Hund kann auf verschiedene Weise interpretiert werden. Im Roman erkennt Phil in einer charakteristischen Bergformation den Umriss eines rennenden Hundes mit gesenkter Schnauze – ein Bild, das Phil an einen Hund auf der Jagd erinnert, wobei für ihn kein Zweifel besteht, dass der Hund seine Beute kriegen werde. Phil ist, neben Bronco Henry, der einzige, der den Hund im Gestein erkennen konnte, sodass das Erkennen des Hundes für ihn als Test der Intelligenz und Auffassungsgabe des Gegenüber dient. Peter wird später den Hund im Gestein sofort erkennen. Neben dem Hund als Jäger erscheint der Hund im Laufe des Romans jedoch selbst als Gejagter: Nicht zuletzt ist Phil Burbank selbst der Hund, so konstatiert Peter am Ende des Romans in Bezug auf Phil: „The dog was dead.“
Der Hundeumriss im Gestein existiert tatsächlich im Fels unweit der ehemaligen Ranch der Brenner-Familie. Jane Campion, die den Roman verfilmte und dafür auch die Heimat Savages besucht, beschrieb, wie sie nach langer vergeblicher Suche schließlich die Hundefigur im Gestein entdeckte: Es habe sich wie ein Kuss von Thomas Savage gefühlt, der ihr mitgeteilt habe, dass dies ihr Film sei, da auch sie den Hund gesehen habe.

### Autobiografische Züge

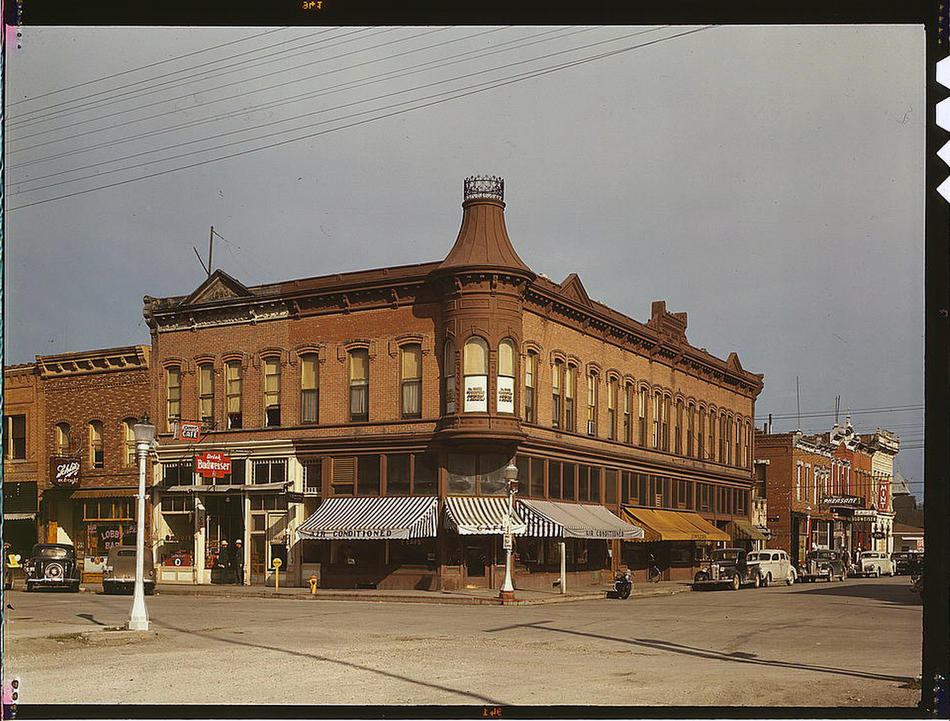
Dillon, Vorbild des Ortes Herndon, 1942

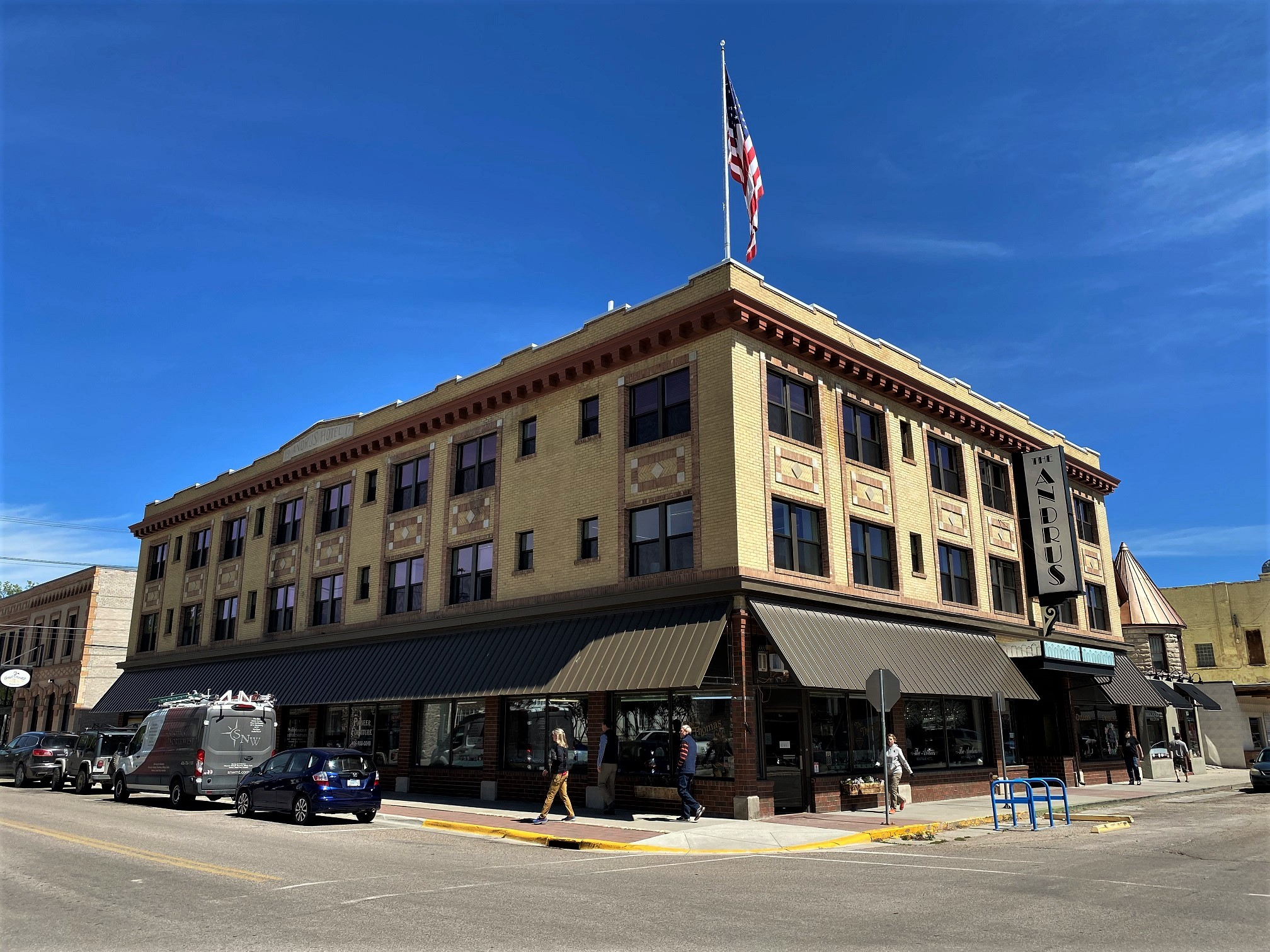
Das Andrus Hotel in Dillon, im Buch Herndon House

Der Roman weist, wie viele Romane Savages, autobiografische Züge auf, sowohl in Bezug auf die Charaktere als auch in Bezug auf die Orte. Die Ranch der Burbanks ist nach der Ranch der Brenner-Familie gezeichnet, auf der Thomas Savage ab dem fünften Lebensjahr aufwuchs. Seine alleinerziehende Mutter hatte dabei in die Familie Brenner eingeheiratet. Rose Gordon enthält viele Züge von Savages Mutter Elizabeth. Wie Rose wurde auch Elizabeth während der Zeit auf der Brenner-Ranch zur Alkoholikerin, die ihre Flaschen auf der Ranch versteckte und von ihrem Schwager Bill drangsaliert wurde. Roses Nachname Gordon wiederum stammte von den realen Betreibern des Inn in Armstead (Beech) in Savages Kindheit und Jugend, Mary und Elmer Gordon. Savage nahm für George Burbank seinen Stiefvater Charles Potts Brenner zum Vorbild.
Phil Burbank ist Savages Stiefonkel William „Bill“ Brenner nachempfunden, gegen den Savage eine tiefe Abneigung empfand. Bill Brenner taucht auch in anderen Romanen Savages auf, so in Lona Hanson als brutaler Rancharbeiter Joe Martin. In Savages autobiografischem Roman Mein Bruder – meine Schwester wird die ihm nachempfundene Figur Ed Brewer als „Junggeselle aus Leidenschaft, ein Frauenhasser“ beschrieben:

„Er war brillant und ein schneller Denker, wenn es galt, Schachaufgaben, Rätsel und Wortspiele zu lösen. […] Er las sehr viel in diesen anspruchsvollen Zeitschriften […] Er war sehr mager und hatte ein kantiges Profil unter dichtem schwarzem Haar, das er nie mehr als viermal im Jahr schnitt. Er verachtete die Städte, in denen das Haar geschnitten wurde […] Er sagte viele wahre Worte über andere Menschen. Ich hörte nie, daß er auch ein freundliches Wort sagte.“

Auch wenn Bill, wie Phil, Frauen verachtete, ist nicht überliefert, dass Bill homosexuell war. Die Gewalt der Hunde ist das einzige Buch Savages, in dem die Bill nachempfundene Figur homosexuell ist. Identische Züge von Bill und Phil sind neben der Erscheinung und der Intelligenz auch andere Umstände: Bill hatte an der Stanford University studiert, war ein sehr guter Banjospieler und war künstlerisch und handwerklich sehr begabt. Wie Phil legte Bill nach Familienberichten keinen Wert auf Hygiene. Bill wurde im Gegensatz zu Phil jedoch nicht ermordet, sondern starb 1938, nachdem er sich beim Zaunbau ohne Handschuhe einen mit Mist kontaminierten Splitter in der Hand zugezogen hatte und sich so mit Rauschbrand infizierte – einer ähnlichen Erkrankung wie Phils Milzbrand. In einigen Zügen zeichnet sich auch Savage selbst als Phil, so war Savage homosexuell, lebte dies jedoch über weite Teile seines Lebens nicht aus, sondern blieb bei seiner Frau und den drei gemeinsamen Kindern. Phils Griechischkenntnisse gehen auf Savages Sprachkenntnisse zurück, da er Griechisch am Colby College gelernt hatte.
Savage zeichnete sich im jungen Peter Gordon. Wie Peter lebte auch Savage während des Schuljahres nicht auf der Ranch, sondern zur Untermiete in Dillon (im Buch Herndon). Auf der Ranch fühlte er sich als Außenseiter und übernahm Arbeiten, die die Rancharbeiter nicht ausführten, weil sie als unmännlich galten, so das Melken. Wie Peter mochte Savage das nächtliche Umherziehen in Dillon.
Einige literarische Verbindungen zu Die Gewalt der Hunde finden sich in weiteren Werken Savages. Die Burbanks tauchen erneut in Savages Roman The Liar auf, der 1969 erschien. Auch Bronco Henry erscheint als alter Cowboy in For Mary, With Love, ohne dass eine mögliche Homosexualität erwähnt wird. Savage zeichnete Bronco Henry wiederum nach Bronco Henry Williams, einer lokalen Berühmtheit in Lemhi County.
Auch die Orte in Die Gewalt der Hunde beziehen sich auf reale Orte. Herndon ist in Die Gewalt der Hunde und später auch in The Liar der Name für den Ort Dillon in Montana, in dem Savage während der Schulzeit zur Untermiete lebte. Der Name „Herndon“ geht dabei auf eine Familie zurück, die ab 1924 in Dillon lebte. Die wichtigen Leute von Herndon treffen sich im Herndon House, in Wirklichkeit das Andrus Hotel in Dillon. Auch das Sugar Bowl Café existierte tatsächlich in Dillon. Die ehemalige Gemeinde Armstead, die 1962 durch die Clark-Canyon-Talsperre geflutet wurde und seither unter Wasser liegt, wurde in Die Gewalt der Hunde unter dem Namen Beech verewigt.

### Homosexualität und Homophobie
Autor Thomas Savage war selbst homosexuell, hatte jedoch in den 1940er-Jahren geheiratet und mit seiner Frau drei Kinder. Er verließ 1960 zeitweise die Familie, um mit dem späteren Kinderbuchautor Tomie dePaola zusammenzuleben, beendete die Affäre jedoch Anfang 1962 und kehrte zu seiner Familie zurück. Der im Anschluss an seine Affäre mit Tomie dePaola verfasste Roman Die Gewalt der Hunde kann als Savages Auseinandersetzung mit seiner eigenen, nach Ende der Affäre erneut unterdrückten Homosexualität gelesen werden. Das Grundthema des Romans ist dabei die unterdrückte Homosexualität, die sich als Homophobie zeigt, wie sich Savages Romane generell immer wieder einer schwachen Männlichkeit widmen, wobei homosexuelle Neigungen hinter Homophobie versteckt werden. Die Hauptfigur Phil in Die Gewalt der Hunde verabscheut lieber die Welt, als von ihr verabscheut zu werden („he had loathed the world, should it loath him first“): Phil gibt sich betont männlich und reagiert auf jede Abweichung von der Gendernorm mit beißendem Spott und harscher Ablehnung, wie auch Savages eigener Affäre von seiner Familie teilweise gewalttätig begegnet wurde. Phils geheime Liebe Bronco Henry wird vor seinen Augen getötet, wie auch Phil dann zu Tode kommt, als er beginnt, sich nach Jahren der Unterdrückung seine eigene Sexualität erneut einzugestehen und diese ausleben zu wollen. Die tragischen Folgen homosexueller Begierde, die Savage in seinen Werken beschreibt, sind hier eher als Protest gegen die Gendernormen der Zeit und Gesellschaft zu verstehen, als dass sie der Trope des „killing off the queer“ entsprechen. Neben einer Art der literarischen Selbstkasteiung verarbeitete Savage im Tod Phils jedoch auch seinen Hass auf seinen Stiefonkel William „Bill“ Brenner. Savage selbst stellte sich im Buch als femininer Jugendlicher in der Person des Peter dar. Irrelevant erscheint im Roman hingegen das Alter Peters, der zum Zeitpunkt von Phils Tod 16 Jahre alt ist. Phil übernimmt in der imaginären möglichen Beziehung zu Peter die Rolle, die Bronco Henry einst für ihn übernommen hatte, während Peter imaginär zu Phil wird („The boy wanted to become him, to merge with him“).

## Rezeption
Für Kritiker gilt Die Gewalt der Hunde als Savages bestes Buch. Der Roman blieb vier Wochen Teil der „New and Recommended“-Übersicht der New York Times und erhielt hervorragende Kritiken. Publishers Weekly nannte das Buch einen „dichten und starken Roman“ und benannte als einzige zeitgenössische Kritik die homosexuelle Ebene des Romans („Phil is plotting a homosexual involvement with the boy“). Der Roman sei „Krafft-Ebbing vor dem Hintergrund des regionalen Westens, was einen starken literarischen, aber weniger kommerziellen Reiz hat.“ Für Kirkus Reviews war der Roman ein „fesselndes Buch von seinen vorsichtigen, aber prägnanten Charakterisierungen bis hin zum raffinierten Horror seiner Auflösung.“
Savage selbst nannte Phil rückblickend „eine unsympathische Person, und ich denke, er ist einer der Charaktere, die mir am besten gelungen sind“. Auch die New York Times befand, dass Savage ein „magisches Händchen für Charaktere hat, vor allem für Phil Burbank“. Literaturprofessorin Sue Hart befand, dass Savage mit Phil Burbank „einen der wahren Schurken der amerikanischen Western-Literatur“ geschaffen habe.
Roger Sale von The Hudson Review nannte Die Gewalt der Hunde den besten Roman des Jahres und das beste Buch, das er über den modernen amerikanischen Westen kennt. Für Annie Proulx war Die Gewalt der Hunde ein „brillantes und raues Buch“ und ein „literarisches Kunstwerk“, das in einem Atemzug mit Walter Van Tilburg Clarks Der schwarze Panther, Wallace Stegners Der Berg meiner Träume und Katherine Anne Porters Noon Wine genannt werden müsse.
Trotz des großen Kritikerlobs blieb der Verkaufserfolg aus. Verlagsmitarbeiter schätzten, dass nur rund 1000 Exemplare des Buchs verkauft wurden. Erst spät erfolgte die Wiederentdeckung des Buches, das 2001 auf Englisch neu mit einem Nachwort von Annie Proulx veröffentlicht wurde. Durch die Verfilmung des Romans 2021 erschien die englischsprachige Ausgabe The Power of the Dog im November 2021 als Film-tie-in-Ausgabe neu.
Übersetzungen des Romans liegen unter anderem auf Französisch (Le pouvoir du chien), Italienisch (Il potere del cane) und Niederländisch (Het geweld van de hond) vor. Im Dezember 2021 wurde der Roman unter dem Titel Die Gewalt der Hunde erstmals auch auf Deutsch veröffentlicht.

## Verfilmung

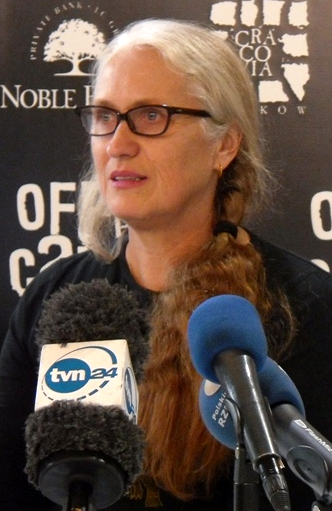
Jane Campion, Regisseurin der Romanverfilmung

Zwischen 1967 und 2021 gab es zehn Versuche, den Roman zu verfilmen, unter anderem mit Paul Newman in der Hauptrolle des Phil und Faye Dunaway als Rose. Im Jahr 2019 wurde bekannt, dass die neuseeländische Regisseurin Jane Campion den Roman mit Benedict Cumberbatch in der Rolle des Phil sowie Elisabeth Moss in der Rolle der Rose verfilmen will. Moss wurde im Oktober 2019 durch Kirsten Dunst ersetzt, die Rolle des George übernahm Jesse Plemons, während Peter von Kodi Smit-McPhee gespielt wurde.
Die Gewalt der Hunde sei ein „großartiger Roman, der die große Leinwand verdient“, so Campion, die auch das Drehbuch schrieb. Die Dreharbeiten fanden von Januar bis März 2020 in Neuseeland (Zentral-Otago mit Dunedin und Dunedin Railway Station, viktorianisches Viertel in Oamaru, Maniototo Plain) statt. Sie wurden durch die Covid-19-Pandemie und den damit verbundenen Lockdown in Neuseeland unterbrochen, doch blieben die Hauptdarsteller im Land, sodass die Dreharbeiten im Juni 2020 fortgesetzt werden konnten.
The Power of the Dog erlebte im September 2021 auf den Internationalen Filmfestspielen von Venedig seine Premiere. Jane Campion gewann den Silbernen Löwen für die beste Regie. Im Februar 2022 erhielt der Film zwölf Oscar-Nominierungen, darunter auch in der Kategorie Bestes adaptiertes Drehbuch.

### Textausgaben
- Thomas Savage: The Power of the Dog. Little, Brown and Company, Boston 1967. (Erstausgabe Hardcover)
- Thomas Savage: The Power of the Dog. Van Vactor & Goodheart, Cambridge 1982. (Erstausgabe Paperback)[68]
- Thomas Savage: The Power of the Dog. Mit einem Nachwort von Annie Proulx. Back Bay Books/Little, Brown and Company, New York 2001.
- Thomas Savage: Die Gewalt der Hunde. Übersetzt von Thomas Gunkel, mit einem Nachwort von Annie Proulx. btb Verlag, München 2021.

### Hörbücher
- The Power of the Dog. Hear a Book, North Hobart 1986 (Kassette). Gelesen von Daryl Coen.
- The Power of the Dog. Recorded Books, 2016. Gelesen von Jonathan Hogan.
- The Power of the Dog. Hachette Audio, Blackstone Audio, New York 2021. Gelesen von Chad Michael Collins.

## Sekundärliteratur
- Sue Hart: Thomas and Elizabeth Savage. Boise State University Western Writers Series Nr. 119, Boise/Idaho 1995.
- O. Alan Weltzien: Thomas Savage. Forgotten Novelist. In: Montana. The Magazine of Western History. Band 58, Nr. 4, Winter 2008, S. 22–41, 93–94.
- Alan Weltzien: Literary Sociology in Montana Town. Novelist Thomas Savage Rewrites Old Dillon. In: Great Plains Quarterly. Band 37, Nr. 2. Frühjahr 2017, S. 111–130.
- O. Alan Weltzien: Savage West. The Life and Fiction of Thomas Savage. University of Nevada Press, Reno/Las Vegas 2020, ISBN 978-1-948908-86-3.